# Chris Cockrell
Chris Cockrell ist ein US-amerikanischer Musiker. Bekannt wurde er als Gründungsmitglied der Stoner Rockband Kyuss (damals noch Sons of Kyuss), in der er von 1989 bis 1990 aktiv war. Mit seiner neuen Band Vic Du Monte wurden 2005 zwei Alben veröffentlicht, eines davon auf Duna Records, dem Label seines Kyuss-Weggefährten Brant Bjork. Weitere Mitglieder sind James Childs, Alfredo Hernández und Sargon Dooman.